# 菖蒲沼の戦い

菖蒲沼の戦い（しょうぶぬまのたたかい）は文明12年（1480年）出羽国で行われた伊達氏と寒河江氏の戦いである。

## 概要

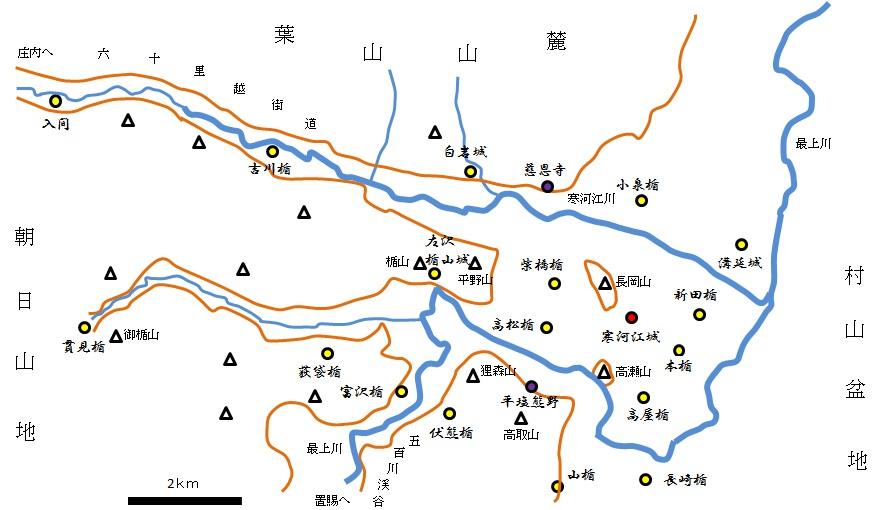
寒河江氏の支城

### 前史
寒河江氏は鎌倉幕府初代政所大江広元の流れを汲む一族であり、鎌倉時代より寒河江荘を地盤としていた。南北朝時代になると南朝側として戦ったものの、応安元年／正平23年（1368年）斯波兼頼との戦いに敗れ（漆川の戦い）、以降は斯波氏の子孫である羽州管領最上氏に臣従していた。一方の伊達氏は9代政宗の時、天皇家・将軍家とつながる正室を迎え、元中2年（1385年）出羽国置賜郡への進出に成功した。かくして、伊達氏と寒河江氏は最上川が流れる五百川渓谷を通じて、接することとなった。
室町時代になると、伊達氏が京都扶持衆になったのに対して寒河江氏は鎌倉府の側に立ち、応永9年（1401年）伊達氏苅田城攻めに兵を送る（『戸沢家譜』）。伊達氏は陸奥国の国分氏を臣従させるため、応仁元年（1467年）から文明4年（1472年）までの間三度刃を交えるが、寒河江氏は国分氏を支持したという。

### 前哨戦
文明11年（1479年）冬、伊達成宗は桑折宗義に命じて、寒河江城を攻めさせた。この時、寒河江氏と左沢氏の間で諍いが起こったため溝延氏が仲裁し、慈恩寺弥勒堂に血判誓詞を治めた。雪の深さで桑折宗義は思うように動けず、戦わずに退却した。

### 菖蒲沼の戦い
年が明けて文明12年（1480年）春、再び桑折宗義が攻め寄せると寒河江氏は菖蒲沼までおびき寄せ、そこへ溝延・左沢勢の伏兵が襲い掛かって、伊達勢は総崩れとなった。桑折宗義も数か所の傷を負い、逃れることを諦めて自ら太刀で胸を突き自害して果てた。
- 辞世の句

　受用吹毛吹　断是非断空
　人世百年夢　覚來解脱風

### その後
桑折宗義の嫡子宗利が最上満氏に訴え、宗義の菩提を弔うため慈恩寺山中に桑折山松蔵寺を建立した。寒河江氏は最上氏の支配下で一定の自主権を得ていたが、最上氏の一族との婚姻を通じた縁戚関係を強めていった。伊達氏はこの戦いの3年後の文明15年（1483年）、上洛して将軍に多大な献上をし権威を高めた。